# Sydbokssläktet
Sydbokssläktet (Nothofagus) är det enda växtsläktet i familjen sydboksväxter (Nothofagaceae) Släktet innehåller cirka 35 arter och förekommer naturligt från Nya Guinea till Australien, Nya Zeeland och Sydamerika.